# Baccara
Baccara byla španělská hudební skupina, kterou tvořily dvě členky: Mayte Mateos (* 7. února 1951) a María Mendiola (4. dubna 1952 – 11. září 2021). 

## Původní sestava
V roce 1976 navrhla María Mendiola (primabalerína baletu Španělské televize Alberta Portilla) své kolegyni Mayte Mateos vytvoření samostatného pěveckého a tanečního dua (s názvem Venus). Po odchodu z baletního souboru bylo prvním počinem dua jednoduše tanečníci varieté. Jejich první televizní vystoupení bylo v programu lehké zábavy „Palmarés“ a byly zasnoubeny v nočním klubu v aragonském městě Zaragoza, ale jejich smlouva byla zrušena, když manažer klubu rozhodl, že jsou „příliš elegantní“ pro styl show. Mateos a Mendiola se při hledání práce přestěhovaly na Kanárské ostrovy. Zde zjistily, že existuje publikum pro představení tradiční španělské hudby a tance ve formě, která byla přizpůsobena mezinárodnímu vkusu. 
Duo si všiml Leon Deane, manažer německé pobočky nahrávací společnosti RCA Records, při tanci flamenca a tradičních španělských písních pro převážně německé turisty v hotelu 'Tres Islas' na ostrově Fuerteventura. Maria Mendiola, která jako jediná mluvila anglicky, vedla jednání mezi manažery propagace a duem s cílem dosáhnout dohody. Deane je pozval do Hamburku, aby mohly udělat zkušební nahrávku ve studiu nahrávací společnosti. Duo Mateos a Mendiola obdrželo umělecké jméno Baccara, související s tmavou růží, v odkazu na opálený španělský vzhled žen.
Baccara byla velmi úspěšná hlavně v sedmdesátých a osmdesátých letech 20. století. Jejich hudba je směsí stylů diska, folku a popu, zpívají anglicky s typickým španělským přízvukem. Proslavily se hlavně skladbami Yes Sir, I Can Boogie a Sorry, I'm A Lady.
Většina písní Baccara byla nahrána v angličtině, i když také ve španělštině, němčině a francouzštině. Nahrály různé jazykové verze některých písní, zamířily na různé trhy.  V roce 1978 duo Baccara reprezentovalo Lucembursko na Eurovision Song Contest s písní „Parlez-vous français?“.
Původní složení dua se rozpadlo v roce 1981. Po rozdělení původní sestavy dua vytvořily Mayte Mateo i Maria Mendiola své vlastní verze Baccary.

## Baccara od Mayte Mateos (1983–)
Maite Mateos za posledních 40 let spolupracovala s více než tuctem různých scénických partnerek. Na konci 90. let Mayte Mateos vystupovala společně s australskou zpěvačkou a herečkou Jane Comerford.
Od roku 1999 do roku 2004 Mayte Mateos pracovala na pódiu a v nahrávacích studiích s Cristinou Sevillou. V roce 1999 Mayte Mateos a Cristina Sevilla pod uměleckým jménem Baccara 2000 vydali album Baccara 2000 na labelu RCA. V roce 2004 se Mateos a Sevilla zúčastnili Melodifestivalen s písní Soy Tu Venus. Později v roce 2004 vydali Mateos a Sevilla album Soy tu venus na švédském labelu „Lionheart“.
Od roku 2005 Mayte Mateos spolupracuje s Paloma Blanco. V roce 2008 Mateos a Blanco vydali album „Satin... in black and white“. Po pandemii Baccara z Mayte Mateos vystoupila pouze třikrát. V roce 2022 se jedna výstava konala ve městě Logroño ve Španělsku, kde se narodila Mayte Mateos. Dvě výstavy v roce 2023 se konaly na ostrově Mallorca, kde nyní Mayte Mateos sídlí. Není známo, zda Mayte Mateos stále cestuje a vystupuje v jiných zemích.

## Baccara Marie Mendioly (1985–2021)
Maria Mendiola vystupovala od roku 1985 do roku 2008 s Maryse Perez. Do roku 1989 používali umělecké jméno New Baccara. Pod tímto uměleckým jménem Mendiola a Perez nahráli takové singly jako Fantasy boy, Call me up a Touch me. Tyto singly produkoval Luis Rodriguez, koproducent Modern Talking a C.C.Catch. Píseň Call me up měla také verzi s textem ve španělštině, kterou napsala Maria Mendiola – s názvem Talisman.
Tato píseň přinesla New Baccara velkou popularitu v Latinské Americe. V roce 1990 vydali pod uměleckým jménem New Baccara Mendiola a Perez album F.U.N..
Později upustili od předpony New a začali nahrávat písně a vystupovat na pódiu pod uměleckým jménem Baccara. V roce 1993 Baccara Marie Mendioly vydala singl Wind beneath my wings u britského vydavatelství „Loading bay“. Singl se stal klubovým hitem ve Velké Británii.

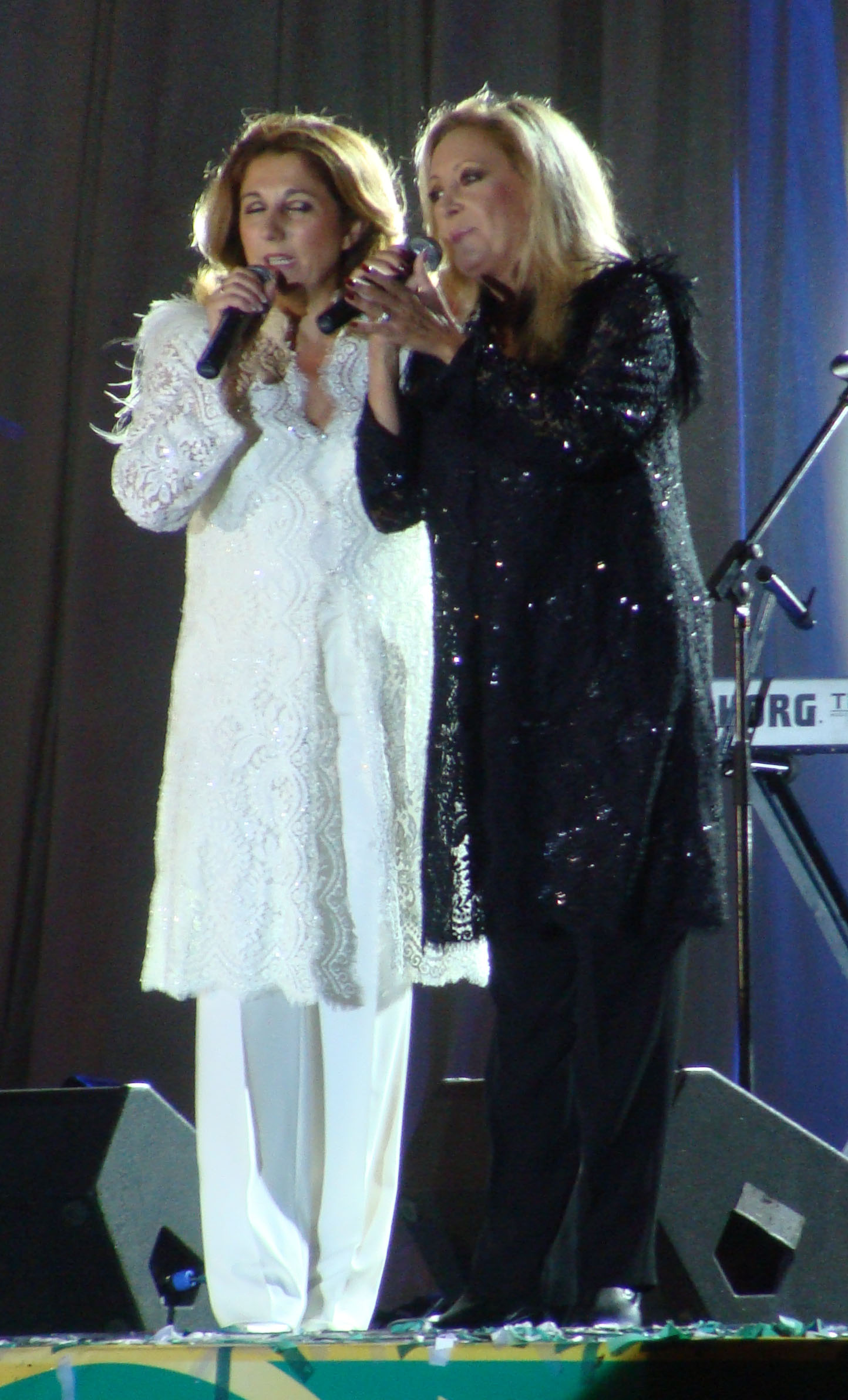
Cristina Sevilla (vlevo) a Maria Mendiola (vpravo), na jevišti v Rusku, 2011

Jako Baccara, Mendiola a Perez aktivně cestují po východní Evropě. V roce 2004 vystoupili na festivalu „Discoteka 80s“ v Moskvě v Rusku. V dubnu 2005 Baccara Marie Mendioly se zúčastnila britské televizní show Hit me baby one more time.
V roce 2008 byla Marisa Perez nucena opustit jeviště kvůli svým zdravotním problémům. Od roku 2011 Maria Mendiola vystupuje a nahrává s Cristinou Sevillou, která již dříve spolupracovala s dalším původním členem Baccara, Mayte Mateos. V roce 2012 vystoupili Mendiola a Sevilla jako Baccara na festivalu „Legendy Retro FM“ v Moskvě v Rusku.
V roce 2017 vydali Mendiola a Sevilla singl Gimme your love, produkovaný Luisem Rodriguezem, na labelu „Team 33 Music“. Krátce následovalo album I belong to your heart.
V roce 2019 Baccara Maria Mendioly pokračovala v turné po východní Evropě. V březnu vystoupili na festivalu Martisor v Kišiněvě v Moldavsku. V červnu 2019 vystoupila Baccara Maria Mendioly na festivalu Retro Music v Bukurešti v Rumunsku. V říjnu 2019 vystoupili na Arena Retro Party v Budapešti v Maďarsku.
V roce 2020 Mendiola a Sevilla jako Baccara znovu nahráli první Baccarův hit Yes sir I can boogie pro skotského remixéra George Bensona. Singl byl vydán jako „GBX featuring Baccara“.
Maria Mendiola zemřela 11. září 2021 v Madridu.

## Baccara Cristiny Sevilly (2022–)
V roce 2022 se Cristina Sevilla po mnoha žádostech fanoušků a za účelem dodržení smluv podepsaných ještě během spolupráce s Marií Mendiolou rozhodla projekt oživit. 26. ledna 2022 bylo oznámeno představení nové jevištní partnerky Sevilly – Helen de Quiroga.
De Quiroga dříve pracovala jako doprovodna zpěvačka s takovými umělci, jako jsou Alejandro Sanz a Miguel Boze, podílela se na muzikálu Cats a na nahrávkách španělských soundtracků pro filmy společnosti Disney Malá mořská víla (film, 1989) a Lví král (film, 1994). První vystoupení nové sestavy Baccara na pódiu se uskutečnilo v únoru 2022 v Kyjevě na Ukrajině.

## Diskografie

### Alba
- 1977: Baccara
- 1978: Light My Fire
- 1979: Colours
- 1981: Bad Boys
- 1990: F.U.N.
- 1994: Our Very Best
- 1999: Made In Spain
- 1999: Baccara 2000
- 2000: Face To Face
- 2002: Greatest Hits
- 2004: Soy Tu Venus

### EP
- 1990: Yes Sir, I Can Boogie '90
- 1999: Yes Sir, I Can Boogie '99
- 2002: Wind Beneath My Wings
- 2004: Soy Tu Venus
- 2005: Yes Sir, I Can Boogie 2005
- 2008: Fantasy boy 2008

### Singly
- 1977: „Yes Sir, I Can Boogie“ / „Cara Mia“
- 1977: „Sorry, I'm A Lady“ / „Love You Till I Die“
- 1977: „Sorry, I'm A Lady“ (Extended Mix) / „Yes Sir, I Can Boogie“ (Extended Mix)
- 1977: „Granada“ / „Sorry, I'm A Lady“
- 1977: „Koochie-Koo“ / „Number One“
- 1978: „Parlez-Vous Français?“ / „Amoureux“
- 1978: „Parlez-Vous Français?“ (English Version) / „You And Me“
- 1978: „Parlez-Vous Français?“ / „Adelita“
- 1978: „Darling“ / „Number One“
- 1978: „Darling“ / „Mad In Madrid“
- 1978: „The Devil Sent You To Laredo“ / „Somewhere In Paradise“
- 1978: „El Diablo Te Mandó A Laredo“ / „Somewhere In Paradise“
- 1979: „Body-Talk“ / „By 1999“
- 1979: „Body-Talk“ (Extended Mix) / „By 1999“ (Extended Mix)
- 1979: „Baila Tú“ / „En El Año 2000“
- 1979: „Ay, Ay Sailor“ / „One, Two, Three, That's Life“
- 1979: „Ay, Ay Sailor“ / „For You“
- 1979: „Eins Plus Eins Ist Eins“ / „For You“
- 1980: „Sleepy-Time-Toy“ / „Candido“
- 1981: „Colorado“ / „Mucho, Mucho“
- 1987: „Call Me Up“ / „Talismán“
- 1988: „Fantasy Boy“
- 1989: „Touch Me“
- 1990: „Yes Sir, I Can Boogie '90“
- 1994: „Yes Sir, I Can Boogie“ (Italo Disco Mix)
- 1994: „Sorry, I'm A Lady“ (Italo Disco Mix)
- 1999: „Sorry, I'm A Lady“ (Dance Version)
- 1999: „Yes Sir, I Can Boogie '99“
- 2000: „I Want To Be In Love With Somebody“
- 2000: „Face To Face“
- 2002: „Yes Sir, I Can Boogie“ (Copa Remix)
- 2005: „Yes Sir, I Can Boogie 2005“